# Nathalie Sorce
Nathalie Sorce (ur. w 1979 w Jemeppe-sur-Sambre) – belgijska piosenkarka, reprezentantka Belgii w 45. Konkursie Piosenki Eurowizji w 2000 roku.

## Życiorys
Zaczęła karierę muzyczną w 1998 od udziału w przesłuchaniach do programu Pour la gloire emitowanego na kanale RTBF, do którego została zgłoszona przez swoją ciotkę. Podczas konkursu zaśpiewała piosenkę „Amazing Grace”, dzięki której wygrała nagrodę w kategorii solistów. Wkrótce wydała debiutancki album studyjny pt. Wonderful Grace. W 2000 z utworem „Envie de vivre” zwyciężyła w finale krajowych eliminacji do 45. Konkursu Piosenki Eurowizji, dzięki czemu została wybrana na reprezentantkę Belgii w konkursie organizowanym w Sztokholmie. 13 maja zajęła w nim ostatnie, 24. miejsce, a po finale konkursu otrzymała nagrodę im. Barbary Dex dla najgorzej ubranego uczestnika konkursu.

## Dyskografia
Albumy studyjne
- Wonderful Grace (1998/99)

Single
- 2000 – „Envie de vivre”